# MeTwo
#MeTwo ist ein Hashtag gegen die Diskriminierung von Menschen mit Migrationshintergrund. Seit dem Aufruf zur Nutzung des Hashtags, im Juli 2018 durch den Sozialaktivisten Ali Can, wurde es tausendfach auf Twitter verwendet.

## Hintergrund
2016 gründete Ali Can die „Hotline für besorgte Bürger“. Im August 2017 erschien sein gleichnamiges Buch.
Am 24. Juli 2018 veröffentlichte das Online-Magazin Perspective Daily auf dem sozialen Netzwerk Facebook und dem Mikroblogging-Dienst Twitter seinen Video-Aufruf zu dem Hashtag #MeTwo.
Das Wortspiel mit dem gleichklingenden Hashtag #MeToo ist beabsichtigt. Die Bezeichnung #MeTwo soll ausdrücken, dass die Autoren mehr als eine Identität haben, sich also mit Deutschland und einem anderen Land bzw. einer anderen Kultur verbunden fühlen.
In dem Hashtag berichten  Menschen über ihre Erfahrungen mit alltäglichem Rassismus.
Am 26. Juni 2018, zwei Tage nachdem Can und Perspective Daily das Video publizierten, ging das Hashtag auf Twitter viral, nachdem der damalige BR-Journalist Malcolm Ohanwe auf Twitter fünf prägnante Alltagsrassismus-Geschichten teilte, und es ihm seine Follower aus dem aktivistischen Bereich gleichtaten. Mittlerweile wird das Projekt u. a. von Heiko Maas, Katarina Barley und Robert Habeck unterstützt.
Breite Wahrnehmung erlangte das Hashtag nach der Mesut-Özil-Rassismusdebatte, nachdem dieser schwere Vorwürfe gegen den DFB und die Zivilgesellschaft erhoben hatte. Das Hashtag wurde tausendfach geteilt, hierüber wurde in nationalen als auch internationalen Medien berichtet. Bundespräsident Frank-Walter Steinmeier nannte #MeTwo auf seinem ersten Termin nach der politischen Sommerpause und lud deutsch-türkische Nachbarn zu einem Gespräch ins Schloss Bellevue ein.
Bei einer Auswertung der Tweets zeigte sich, dass viele von einer Entmutigung auf der Schule berichteten und davon, dass sie keine Lehrerempfehlung für das Gymnasium erhielten. Laut der Autorin Canan Topçu lasse sich aus diesen Befunden, auch angesichts von Studienergebnissen über eine Diskriminierung türkischer Kinder aufgrund ihres Namens bei der Benotung in der Grundschule, die Handlungsanweisung an die Politik ableiten, eine rassismuskritische und vorurteilsbewusste Selbstreflexion zum festen Bestandteil der Lehrerausbildung zu machen.